# Koeneniodes deharvengi
Espèce
Koeneniodes deharvengi est une espèce de palpigrades de la famille des Eukoeneniidae.

## Distribution
Cette espèce est endémique de Mindoro aux Philippines. Elle se rencontre vers Puerto Galera.

## Description
La femelle holotype mesure 0,92 mm.

## Étymologie
Cette espèce est nommée en l'honneur de Louis Deharveng.

## Publication originale
- Condé, 1981 : Palpigrades des Canaries, de Papouasie et des Philippines. Revue Suisse de Zoologie, vol. 88, no 4, p. 941-951 (texte original).